# ويليام شكسبير هايز
ويليام شكسبير هايز (بالإنجليزية: William Shakespeare Hays)‏ هو كاتب أغاني وشاعر أمريكي، ولد في 19 يوليو 1837، وتوفي في 23 يوليو 1907.

## وصلات خارجية
- ويليام شكسبير هايز على موقع ميوزك برينز (الإنجليزية)
- ويليام شكسبير هايز على موقع ديسكوغز (الإنجليزية)